# Atsushi Miyagi
Atsushi Miyagi (宮城淳?, Miyagi Atsushi; Tokyo, 19 ottobre 1931 – Setagaya, 24 febbraio 2021) è stato un tennista giapponese.

## Biografia
Fu il primo giapponese a vincere una prova del Grande Slam, sia pure in doppio: col compagno connazionale Kosei Kamo si aggiudicò infatti gli US Open nel 1955. Quello fu l'unico successo nella carriera di Miyagi, che non ebbe altre occasioni per mettersi particolarmente in luce.
Fece parte della squadra giapponese di Coppa Davis tra il 1952 e il 1963, disputando in tutto 16 incontri.